# 天城小百合
天城 小百合（あまぎ さゆり、1966年2月1日 - ）は、日本の女性漫画家。

## 経歴
大阪府堺市出身。
1985年、『別冊ビバプリンセス夏号』（秋田書店）に掲載された「黒ずくめの天使」にてデビュー。
以後『月刊プリンセス』（秋田書店）を中心に活躍している。
代表作に『魔天道ソナタ』がある。

## 作品リスト
- 魔天道ソナタ - 月刊プリンセス（秋田書店）
- レツェリア - 月刊プリンセス（秋田書店）
- 蛍火幻想 - 月刊プリンセス（秋田書店）
- グリーンベール - 月刊プリンセス（秋田書店）